# 평택 진위 FC
평택진위FC는 경기도 평택시에 위치한 under-18팀 유형의 축구단이다.진위고등학교의 축구부원으로 구성되어 있으며, 2020년에 창단되었다.

## 출신 선수
- 김현서
- 배준호
- 김태현
- 최우진
- 백민규
- 정재상
- 정진우
- 이은재
- 이선호
- 이한빈
- 원희도
- 배서준
- 최승구
- 이규민
- 이찬우
- 황재윤
- 전용준

## 참고 문헌
- “KFA 통합경기정보 시스템”. 대한축구협회.

## 같이 보기
- 진위고등학교